# پیتر اوونز
پیتر اوونز (هلندی: Peter Ouwens؛ ۱۴ فوریه ۱۸۴۹ – ۵ مارس ۱۹۲۲) یک جانورشناس اهل هلند بود. عمده شهرت وی به دلیل توصیف اژدهای کومودو برای نخستین بار در سال ۱۹۱۲ است.